# تهاجم به منبج
تهاجم به منبج عملیات بازپس‌گیری شهر مهم منبج از دست نیروهای داعش توسط نیروهای سوریه دموکراتیک بود. در نهایت نیروهای کرد توانستند شهر را از کنترل داعش خارج کنند. هدف اصلی این عملیات قطع دسترسی داعش به جهان بیرون و جلوگیری از ارسال نیروهای داعش برای انجام عملیات تروریستی در اروپا بود. در طول این عملیات، آمریکا ۵۵ حمله هوایی علیه نیروهای داعش انجام داد. پس از تصرف شهر در ۱۲ اوت ۲۰۱۶، نیروهای سوریه دموکراتیک اعلام کرده بودند که تا زمان پاکسازی تمامی منطقه منبج به عملیات ادامه خواهند داد. اگرچه عملیات به علت حمله شورشیان طرفدار ترکیه پایان یافته بود.